# Sahl al-Tustari
Sahl al-Tustari (Shushtar, 818 – Bassora, 896) è stato un mistico arabo-musulmano, parimenti apprezzato come mufassir.
Sahl al-Tustari, dalla città di Tustar, che nell'873 circa era sede della manifattura tessile imperiale, era uno dei maestri sufi di maggiore spicco. Fu maestro del mistico al-Hallaj per un paio d'anni. 
Il suo insegnamento era incentrato sui significati molteplici del Corano. Il senso letterale del libro sacro è - a suo dire . solo la scorza superficiale. Vi sono 4 significati che vanno sempre più in profondità, fino a raggiungere l'elevazione del cuore "grazie alla divina intuizione, sino a ciò che Dio ha inteso". Non sottoponendo la parola di Dio a una lettura che penetri fino al quarto livello, il libro non dischiuderà appieno i suoi segreti. 
Questo metodo interpretativo esercitò un'influenza preponderante su al-Hallaj, che nel suo insegnamento farà spesso ricorso al significato simbolico dei versetti coranici, andando sempre oltre la lettera per coglierne lo spirito e le risonanze profonde.